# Lagerlingen
Lagerlingen var ett interneringsläger för tyska krigsfångar utanför Havdhem på Gotland under andra världskriget. Lägret upprättades den 9-10 maj 1945 och var i funktion till början av oktober samma år. Lägret rymde som mest nära 600 tyskar och andra tyskstridande med olika nationaliteter.

## Historia
I andra världskrigets slutskede kom soldater ur den tyska krigsmakten till Gotlands kuster, flyende undan fienden. De som kom iland på Gotland blev förlagda i ett tältläger i Dävingen, ett skogsområde på gränsen mellan Havdhem och Grötlingbo socken. Lägret upprättades den 9-10 maj 1945 och kom att kallas Lingen, i folkmun döpt till Lagerlingen. Namnet härstammar från tyskans ord för läger samt en missuppfattning om att omgivningarna tillhörde området Lingen.
Lägret rymde som mest nära 600 tyskar och i övrigt huvudsakligen balter som stridit på tysk sida. För att hålla de internerade sysselsatta utfördes omfattande arbeten, stängsel uppfördes, idrottsplatsen byggdes ut, och bland annat en "amfiteater" iordningställdes. Den 27 juni 1945 var fördelningen 563 tyskar, 21 letter, nio litauer, sju ester, fem polacker, tre fransmän, en rumän och en tjeck. Av dessa tillhörde 304 den evangeliska kyrkan, 187 var katoliker, 29 allmänkristliga, fem tillhörde andra kristliga samfund samt 21 icke religiösa. Medelåldern var 31 år och, den äldsta 52 och den yngsta var 17 år gammal.
Lägrets ledning bemannades av befäl från Gotlands infanteriregemente (I 18). Lägerkommendanten var först majoren Elof Lindeborg, sedan överstelöjtnanten Erik Sellin. Bevakningsstyrkans storlek varierade, den bestod av ett halvdussin officerare och underofficerare, och mellan 50 och 100 manskap som avlöstes efter två till fyra veckor.
I början av fjärde kvartalet 1945 förflyttades de internerade till Ränneslätt utanför Eksjö.